# ديفيد سوزوكي

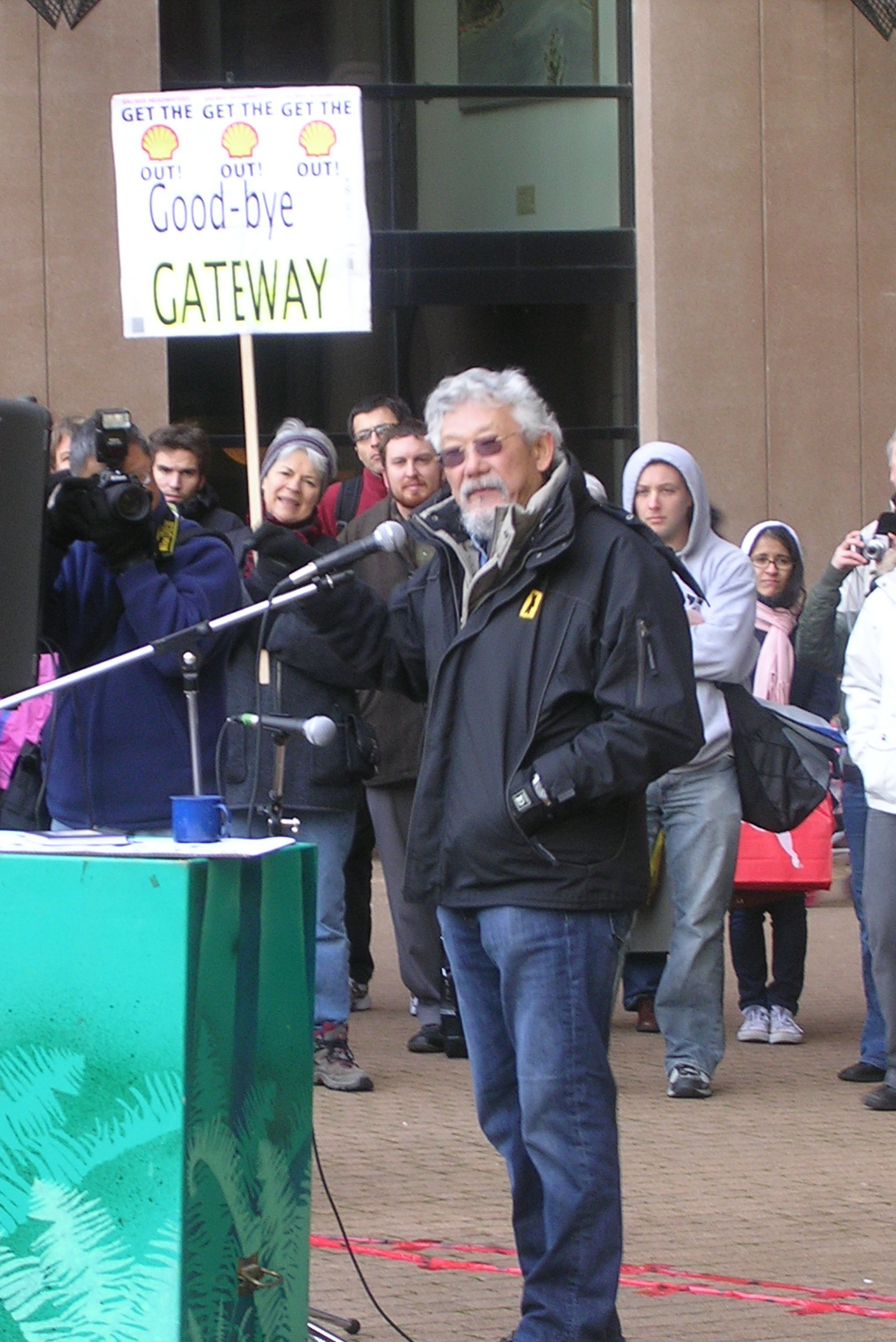
ديفيد سوزوكي

ديفيد تاكايوشي سوزوكي الحائز على وسام كندا، ووسام كولومبيا البريطانية، وزمالة الجمعية الملكية الكندية (من مواليد 24 مارس عام 1936) هو أكاديمي كندي ومقدم برامج علمية وناشط بيئي. حصل سوزوكي على درجة الدكتوراه في علم الحيوان من جامعة شيكاغو في عام 1961، وكان أستاذًا في قسم علم الوراثة في جامعة كولومبيا البريطانية منذ عام 1963 حتى تقاعده في عام 2001. منذ منتصف سبعينيات القرن العشرين، اشتهر سوزوكي ببرامجه التلفزيونية والإذاعية، وأفلامه الوثائقية، وكتبه عن الطبيعة والبيئة. وعُرف بكونه مضيفًا للبرنامج العلمي الشهير طبيعة الأشياء الذي استمر عرضه لفترة طويلة على شبكة سي بي سي، والذي كان مشاهدًا في أكثر من 40 دولة. مثل ما عُرف أيضًا بانتقاد الحكومات لعدم اتخاذ إجراءات لحماية البيئة.
وكان سوزوكي ناشطًا لمدة طويلة في مواجهة تغير المناخ العالمي، وشارك سوزوكي في تأسيس مؤسسة ديفيد سوزوكي في عام 1990، للعمل «على إيجاد طرق للمجتمع ليعيش بتوازن مع العالم الطبيعي الذي يحفظنا». وأولويات المؤسسة هي: المحيطات وصيد الأسماك المستدام، وتغير المناخ والطاقة النظيفة، والاستدامة، وتحدي الطبيعة لسوزوكي. وتعمل المؤسسة أيضًا على طرق للمساعدة في حماية المحيطات من التسربات النفطية الكبيرة مثل التسرب النفطي في خليج المكسيك. وقد عمل سوزوكي أيضًا كمدير لجمعية الحريات المدنية الكندية منذ عام 1982 حتى عام 1987.
حاز سوزوكي على جائزة رايت ليفيلهوود في عام 2009. وفاز كتابه الإرث لعام 2011 بجائزة نوتيلوس للكتاب. وحصل على وسام كندا. وفي عام 2004، احتل ديفيد سوزوكي المرتبة الخامسة في قائمة المرشحين النهائيين في مسلسل تلفزيوني لشبكة سي بي سي طلب إلى المشاهدين اختيار أعظم كندي في التاريخ.

## نشأته
لسوزوكي أخت توأم تدعى مارشا، بالإضافة إلى شقيقتين، هما جيرالدين (تعرف الآن باسم أيكو) ودون. ولد في عام 1936، في فانكوفر، كولومبيا البريطانية، حيث ولد والداه سيتسو ناكامورا وكاورو كار سوزوكي أيضًا. هاجر أجداد سوزوكي من جهة أمه وأبيه إلى كندا في بداية القرن العشرين من محافظتي هيروشيما وآيتشي.
وهو من الجيل الثالث الياباني الكندي («سانسي كندي»)، عانت عائلة سوزوكي من الاعتقال في كولومبيا البريطانية في وقت مبكر خلال الحرب العالمية الثانية حتى بعد انتهاء الحرب في عام 1945. وفي يونيو 1942، باعت الحكومة شركة التنظيف الجاف الذي امتلكتها عائلة سوزوكي، ثم احتجز سوزوكي ووالدته وأختاه في معسكر في سلوكان داخل كولومبيا البريطانية. وأرسل والده إلى معسكر عمل في سولسكا قبل شهرين من ذلك. وقد ولدت دون شقيقة سوزوكي في معسكر الاعتقال.
بعد الحرب، اضطرت عائلة سوزوكي، مثل العائلات الكندية اليابانية الأخرى، إلى الانتقال شرق جبال الروكي. انتقلت الأسرة إلى إتوبكوك، ليمينغتون، وبعدها إلى مدينة لندن الواقعة في مقاطعة أونتاريو. وفي العديد من المقابلات، نسب سوزوكي الفضل باهتمامه بالطبيعة وتوعيته حولها إلى والده.
ارتاد سوزوكي مدرسة ميل ستريت الابتدائية والصف التاسع في مدرسة ليمينغتون الثانوية قبل الانتقال إلى لندن، أونتاريو، حيث التحق بمدرسة لندن المركزية الثانوية.

## مهنته الأكاديمية
حصل سوزوكي على درجة البكالوريوس في علم الأحياء في عام 1958 من كلية أميرست في ماساتشوستس، حيث اكتشف لأول مرة دراسة علم الوراثة، وبعدها درجة الدكتوراه في علم الحيوان من جامعة شيكاغو في عام 1961. ومن عام 1961 حتى عام 1962، عمل سوزوكي في مختبر أوك ردج الوطني. ومن عام 1962 حتى عام 1963، كان أستاذًا مساعدًا في جامعة ألبرتا. وأستاذًا في قسم علم الوراثة في جامعة كولومبيا البريطانية لمدة أربعين عامًا تقريبًا، من عام 1963 حتى تقاعده في عام 2001، ومنذ ذلك الحين أصبح أستاذًا فخريًا في معهد أبحاث جامعي.
في وقت مبكر من حياته المهنية البحثية درس علم الوراثة باستخدام النموذج الحي الشهير دورسوفيلا ميلانوجاستر (ذباب الفاكهة الشائع). ولكي يتمكن من استخدام الأحرف الأولى من اسمه في تسمية أي جينات جديدة يجدها، درس الأنماط الظاهرية السائدة الحساسة للحرارة (دي تي إس). وأشار مازحًا في محاضرة بجامعة جونز هوبكنز إلى أن الموضوع البديل الوحيد هو «البشرة الخشنة (اللعينة)».

## وصلات خارجية
- ديفيد سوزوكي على موقع IMDb (الإنجليزية)
- ديفيد سوزوكي على موقع الموسوعة البريطانية (الإنجليزية)
- ديفيد سوزوكي على موقع مونزينجر (الألمانية)
- ديفيد سوزوكي على موقع ميوزك برينز (الإنجليزية)
- ديفيد سوزوكي على موقع إن إن دي بي (الإنجليزية)
- ديفيد سوزوكي على موقع قاعدة بيانات الفيلم (الإنجليزية)

- موقع ديفيد سوزوكي